# Škoda 420

## Škoda 420 Standard
Škoda 420 Standard – samochód osobowy wytwarzany przez firmę Škoda w latach 1933–1934. Napędzany był czterocylindrowym rzędowym silnikiem umieszczonym podłużnie nad przednią osią o pojemności 995 cm³ i mocy 20 KM. Dostępny był w następujących wersjach nadwozia: dwu- i czterodrzwiowy sedan, dwu- i czterodrzwiowy kabriolet, roadster oraz furgon. Na jego bazie opracowano także otwarty samochód przeznaczony dla wojska. Ogółem wyprodukowano 421 egzemplarzy tego pojazdu. Następcą i zarazem rozwinięciem tego modelu oraz Škody 418 Popular był model 420 Popular.

### Szczegółowe dane techniczne
- Silnik
  - Pojemność skokowa: 995 cm³
  - Moc maksymalna: 22 KM (16 kW) przy 3000 obr./min
- Wymiary i ciężary
  - Wysokość: 1500 mm
  - Szerokość: 1360 mm
  - Długość: 3770 mm
  - DMC: 750 kg
- Osiągi
  - Średnie spalanie: 7 l/100 km
  - Prędkość maksymalna: 85 km/h

## Škoda 420 Rapid
Škoda 420 Rapid – samochód osobowy wytwarzany przez firmę Škoda w latach 1934–1935. Napędzany był czterocylindrowym rzędowym silnikiem umieszczonym podłużnie nad przednią osią o pojemności 1195 cm³ i mocy 26 KM. Dostępny był w trzech wersjach nadwozia: dwu- i czterodrzwiowy sedan oraz dwudrzwiowy kabriolet. Ogółem wyprodukowano 480 egzemplarzy tego pojazdu. Niektóre partie dla odróżnienia od innych modeli 420 znaczone były jako Škoda 421.

### Szczegółowe dane techniczne
- Silnik
  - Pojemność skokowa: 1195 cm³
  - Moc maksymalna: 26 KM (19,1 kW)
- Wymiary i ciężary
  - Wysokość: 1520 mm
  - Szerokość: 1460 mm
  - Długość: 3800 mm
  - DMC: 850 kg
- Osiągi
  - Średnie spalanie: 8 l/100 km
  - Prędkość maksymalna: 90 km/h

## Škoda 420 Popular

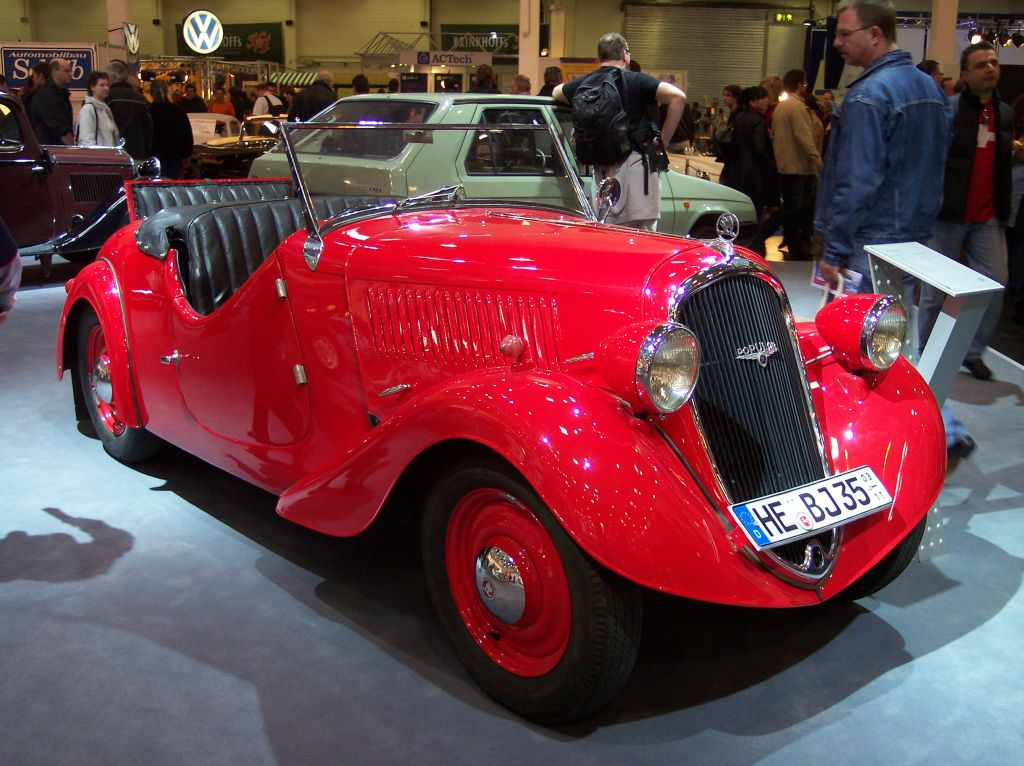
Škoda 420 Popular w wersji roadster (Techno Classica Essen 2007)

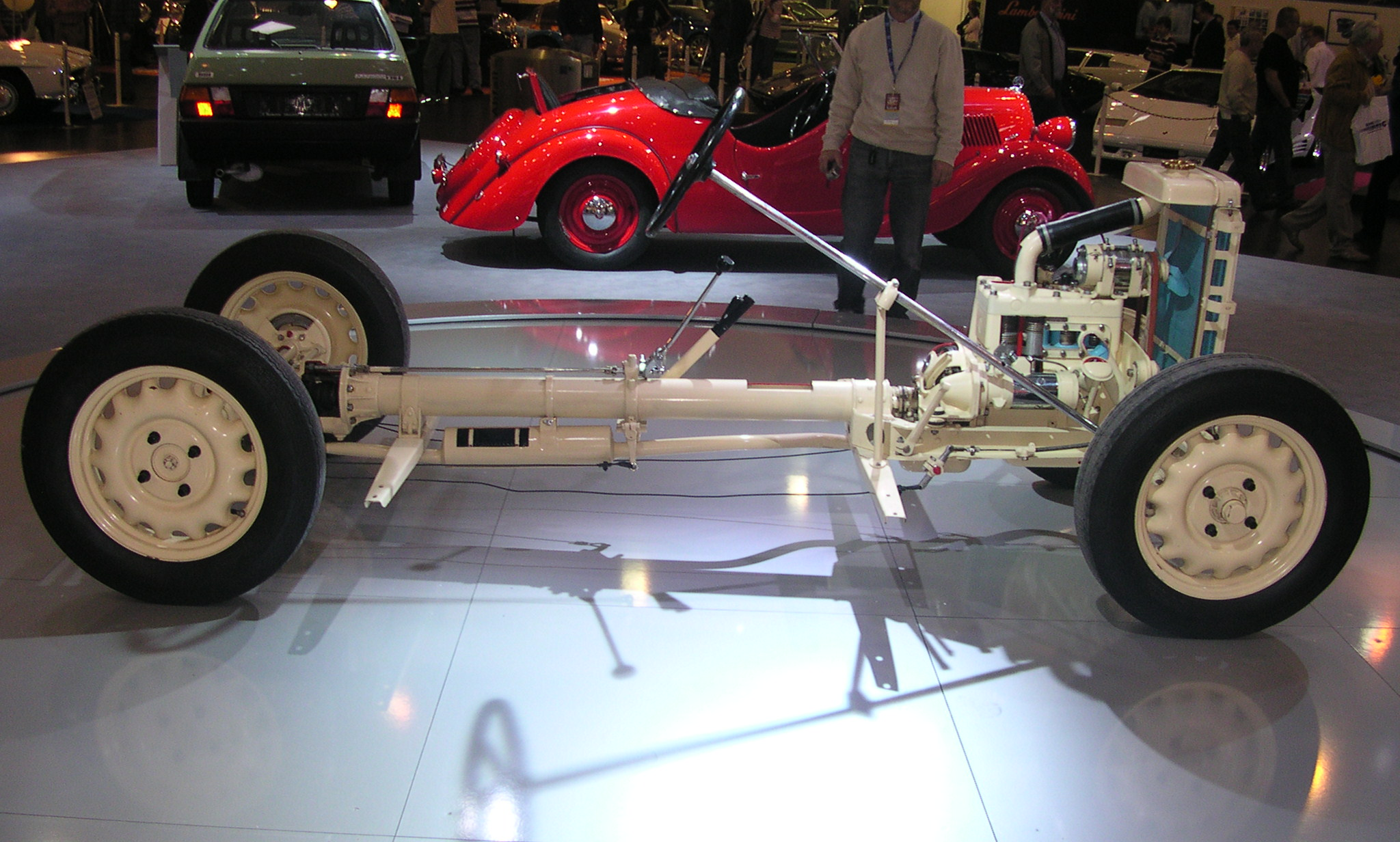
Podwozie Škody 420 Popular

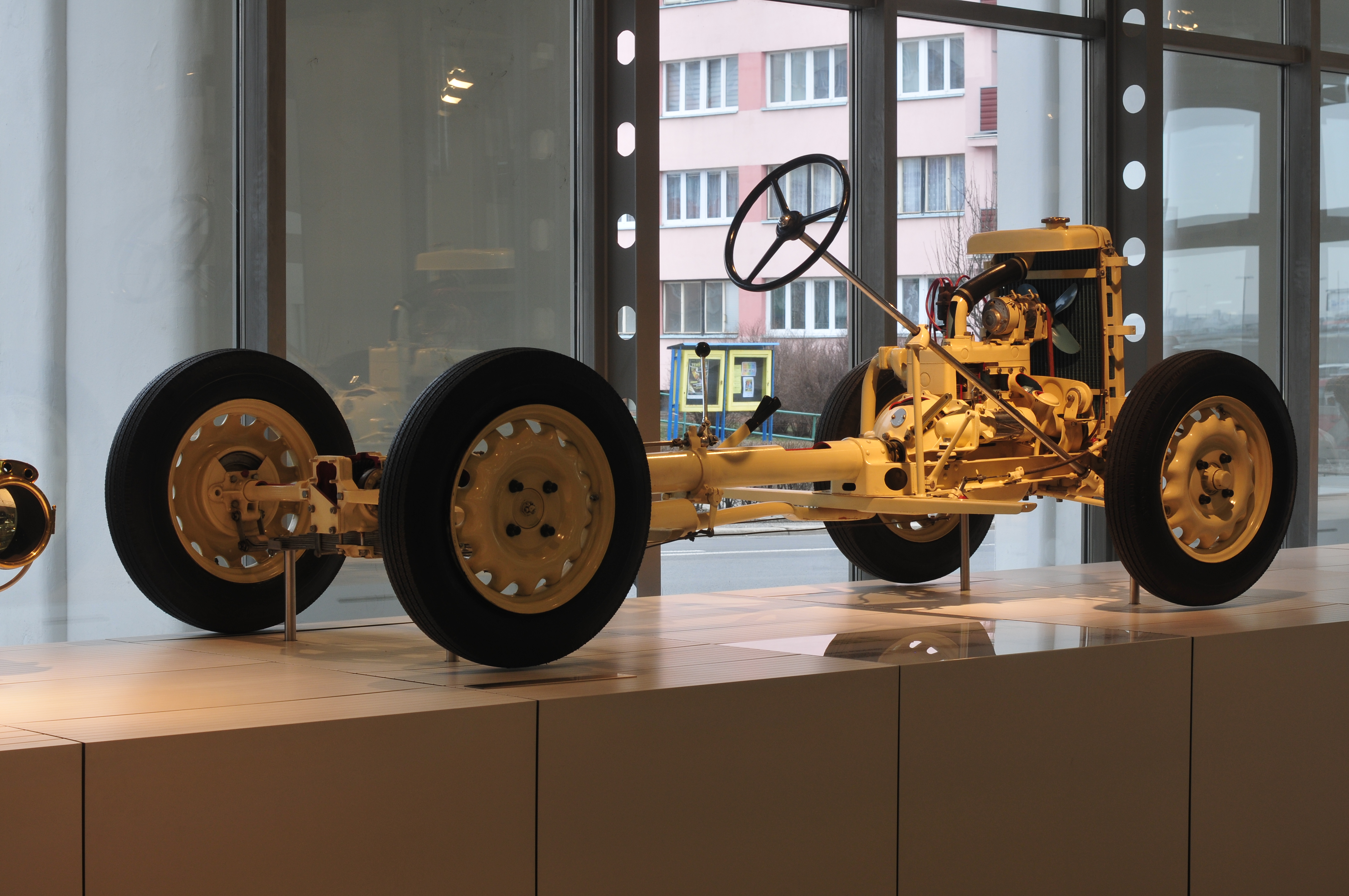

Škoda 420 Popular (typy 906, 907, 908, 916, 917) – niewielki samochód produkcji Škody wytwarzany w latach 1934–1938. Napędzany był czterocylindrowym silnikiem umieszczonym podłużnie nad przednią osią o pojemności 995 cm³ i mocy 22 KM z gaźnikiem Zenith albo Solex, który napędzał tylne koła. Škoda 420 Popular była wytwarzana w następujących wersjach nadwoziowych: dwu- i czterodrzwiowy sedan, coupé, roadster, coupé-kabriolet, kabriolet, furgon. Na bazie Škody 420 Popular powstał także samochód wojskowy. W 1935 roku model przeszedł modernizację, powiększono rozstaw osi do 2430 mm. Ogółem wyprodukowano 4220 tych samochodów, z czego 20 sztuk w wersji coupé miało aluminiową karoserię (typ 908).
Cena nowego samochodu była bardzo przystępna. Za roadster trzeba było zapłacić 17 800 Kč, a z czteromiejscowy kabriolet o tysiąc koron więcej.
W roku 1934 cztery Škody 420 odbyły czteromiesięczną podróż do Indii, do celu dotarły wszystkie cztery pojazdy. Jednym z samochodów podróżował znany czeski bramkarz – František Plánička.

### Szczegółowe dane techniczne
- Silnik
  - Pojemność skokowa: 995 cm³
  - Średnica cylindra x skok tłoka: 65 × 75 mm
  - Stopień sprężania: 6,0
  - Moc maksymalna: 22 KM (16 kW) przy 3000 obr./min
- Wymiary i ciężary (dla wersji tudor)
  - Długość: 3770 mm
  - Szerokość: 1360 mm
  - Wysokość: 1500 mm
  - Rozstaw osi: 2300 (2430) mm
  - Rozstaw kół przód/tył: 1050/1120 mm
  - DMC: 750 kg
- Osiągi
  - Średnie spalanie: 7 l/100 km
  - Prędkość maksymalna: 85 km/h

### Škoda Popular Sport
W roku 1936 Škoda zadebiutowała w Rajdzie Monte Carlo. Jako fabryczny kierowca zespół wystartował znany czeski rajdowiec Zdeněk Pohl, a jego pilotem był czeski inżynier i Jaroslav Hausmann. Startując specjalnie przygotowana rajdową wersją Populara – roadsterem Škoda Popular Sport – z silnikiem 1386 cm³ zajęli 2. miejsce w swojej klasie 1500 cm³. Dla uczczenia sukces firma Škoda wyprodukowała limitowaną serię 70 sztuk luksusowych samochodów Škoda Popular Sport – Monte Carlo.
W kolejnym roku ta sama załoga ponownie stanęła na stracie Rajdu Monte Carlo. Tym razem do dyspozycji mieli Populara Sport w wersji coupé. Załoga uplasowała się na 3. miejscu w swojej klasie i 26. w klasyfikacji generalnej.